# Re d'Italia (1865)
«Ре д'Італія» (італ. Re d'Italia) - броненосець однойменного типу  Королівських військово-морських сил Італії другої половини 19-го століття. 

## Історія створення
Броненосці типу «Ре д'Італія» були розроблені в рамках амбітної програми модернізації флоту прем'єр-міністра Італії Кавура після об'єднання Італії. Це були найбільші кораблі італійського флоту 60-х років XIX століття.
За основу були взяті французькі броненосці типу «Глуар». Оскільки на той час Італія не могла самостійно будувати подібні кораблі, вони були замовлені у США і будувались на верфі «William H. Webb» у Нью-Йорку.
Броненосець «Ре д'Італія» був закладений 21 листопада 1861 року. Спущений на воду 18 вересня 1864 року, вступив у стрій 15 квітня 1865 року.

## Історія служби
На момент початку австро-італійської війни 1866 року «Ре д'Італія» разом з броненосцями «Прінчіпе ді Каріньяно», «Реджина Марія Піа» та «Палестро» перебував у Таранто. З початком війни адмірал Карло Пелліон ді Персано почав збирати свої кораблі в Анконі. Під час переходу на кораблях регулярно траплялись поломки машин та механізмів, а на «Ре д'Італія» і «Ре ді Портогалло» сталось загоряння вугілля, і їм знадобився ремонт.

### Битва біля Лісси

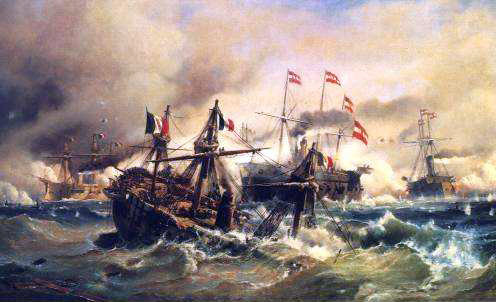
Загибель броненосця «Ре д'Італія» на картині «Морський бій біля Лісси»
Карл Фредерік Соренсен, 1866 рік

16 липня 1866 року ескадра адмірала Персано вийшла в море для захоплення острова Лісса. «Ре д'Італія» був флагманським кораблем адмірала Персано, командував кораблем капітан I рангу Еміліо Фаа ді Бруно. Протягом 17-19 липня корабель брав участь в обстрілі берегових укріплень острова.
Вранці 20 липня, коли надійшла звістка про наближення австрійського флоту, Персано почав збирати свої кораблі, вишикувавши їх в кільватерну колону.
О 10:00 розпочався бій, і саме у цей момент Персано  переніс свій прапор з «Ре д'Італія» на «Аффондаторе». Імовірно, що командири кораблів не були повідомлені про це. Операція зайняла 10 хвилин, в результаті цього італійський флот зіткнувся з австрійським у зламаному строю.
Австрійські кораблі розрізали лінію італійських між дивізіями Вакки і Персано. Кораблі Вакки повернули на лівий борт, проходячи повз другу лінію австрійських кораблів. Але ця атака була відбита вогнем австрійських кораблів. В цей час дивізія адмірала Персано була атакована найсильнішою частиною австрійського флоту. «Ре д'Італія», який австрійці все ще  вважали флагманом, потрапив під перехресний вогонь 4 австрійських броненосців.  Йому на допомогу прийшов «Палестро», але він потрапив під вогонь двох австрійських кораблів. Ухилившись від таранного удару броненосця «Ерцгерцог Фердинанд Макс», «Палестро» змушений був відійти.
В цей час «Ре д'Італія» отримав влучання у рульовий привод, який проходив вище ватерлінії і тому був вразливий. Корабель тепер міг керуватись лише машиною. Він намагався дати задній хід, його швидкість в цей момент була невелика, і «Ерцгерцог Фердинанд Макс» протаранив «Ре д'Італія» на повній швидкості. «Ре д'Італія» практично миттєво затонув. Загинуло 400 чоловік, в тому числі командир корабля Еміліо Фаа ді Бруно.